# Ocean's 8
Ocean's 8 (titulada Ocean's 8: Las estafadoras en Hispanoamérica) es un spin-off de la trilogía empezada en 2001 con Ocean's Eleven, en esta ocasión encabezada por personajes femeninos, que se estrenó el 8 de junio de 2018 en los Estados Unidos y el 6 de julio en España. La película está escrita y dirigida por Gary Ross y está protagonizada por Sandra Bullock, Cate Blanchett, Anne Hathaway, Mindy Kaling, Sarah Paulson, Rihanna, Awkwafina y Helena Bonham Carter. Los productores fueron Steven Soderbergh y George Clooney, director y protagonista de las tres entregas anteriores, respectivamente.
La película fue considerada como uno de los estrenos más esperados del año 2018 por la revista Rolling Stone.

## Argumento
La estafadora y ladrona Debbie Ocean (Sandra Bullock), hermana del famoso y difunto Danny Ocean, es liberada tras pasar cinco años, ocho meses y doce días en prisión por fraude.
En su tiempo en la cárcel, ideó un sofisticado plan para robar un collar de diamantes de Cartier -valorado en más de cien millones de dólares-, durante la Met Gala de Nueva York.
Después de convencer a su amiga Lou (Cate Blanchett) de participar, Debbie reúne a un grupo de mujeres colegas -cada una dedicada a una especialidad- para llevar adelante el golpe.

## Reparto
- Sandra Bullock como Debbie Ocean.
- Cate Blanchett como Lou.
- Anne Hathaway como Daphne Kluger.
- Mindy Kaling como Amita.
- Sarah Paulson como Tammy.
- Rihanna como Bola Nueve (Leslie).
- Helena Bonham Carter como Rose Wiel.
- Awkwafina como Constance.
- Richard Armitage como Claude Becker.
- James Corden como John Frazier.
- Dakota Fanning como Penelope Stern.
- Elliot Gould como Reuben Tishkoff.
- Qin Shaobo es Yen.

Matt Damon y Carl Reiner también estaban listos para repetir a sus respectivos personajes Linus Caldwell y Saul Bloom, pero sus escenas fueron eliminadas.
George Clooney se ve en una fotografía enmarcada como Danny Ocean (cameo de foto rápida).

## Producción
En octubre de 2015 se anunció que Sandra Bullock encabezaría un spin-off, con personajes femeninos, de la trilogía de películas empezada en 2001 con Ocean's Eleven. Posteriormente, se hizo público que Cate Blanchett, Helena Bonham Carter, Mindy Kaling y Elizabeth Banks se incorporarían al elenco, aunque finalmente la incorporación de Elizabeth Banks no se materializó. Después, en agosto de 2016, se publicó que también formarían parte del reparto Anne Hathaway, Rihanna, Awkwafina y Sarah Paulson. Durante la grabación de la cinta, Dakota Fanning y Damian Lewis fueron vistos en el set de rodaje, por lo que se asumió su presencia en la película.
Matt Damon confirmó en una entrevista que aparecería en la película retomando su personaje de Linus Caldwell, visto en las anteriores películas de la trilogía. Un tiempo después, debido a unas polémicas declaraciones sobre el acoso y los abusos a las mujeres en la industria de Hollywood, se pidió que el cameo del actor fuera eliminado del montaje final de la cinta. En enero de 2017 se confirmó que James Corden también formaría parte de la película interpretando a un agente de seguros, y al mismo tiempo Richard Armitage se incorporó al reparto sustituyendo al inicialmente previsto Damian Lewis. Por otro lado, se corroboró que en la película habría varios cameos por parte de celebridades como Anna Wintour, Alexander Wang, Zac Posen, Kim Kardashian, Gigi Hadid, Heidi Klum, Common, Kylie Jenner, Kendall Jenner y las tenistas Maria Sharapova y Serena Williams. 
La película fue rodada principalmente en localizaciones de Nueva York y Los Ángeles, y su grabación empezó en octubre de 2016. En marzo de 2017 Cate Blanchett confirmó que el rodaje había finalizado.

## Estreno
La campaña de promoción de la película empezó con el estreno del cartel el 14 de diciembre de 2017, cuando Sarah Paulson lo publicó en su cuenta personal de Twitter. El tráiler cinematográfico fue estrenado unos días después, el 19 de diciembre de 2017. El segundo tráiler fue presentado el 12 de abril de 2018. Asimismo, la película fue promocionada en la CinemaCon de Las Vegas el 25 de abril de 2018, evento al que acudieron Sandra Bullock, Cate Blanchett, Anne Hathaway, Sarah Paulson, Mindy Kaling y Awkwafina. El estreno tuvo lugar el día 5 de junio en la ciudad de Nueva York, en el Lincoln Center, en un evento al que acudieron las ocho mujeres protagonistas.

## Recepción
Ocean's 8 recibió reseñas mixtas a positivas de parte de la crítica y de la audiencia. En la página web Rotten Tomatoes, la película obtuvo una aprobación de 69 %, basada en 250 reseñas, con una calificación de 6,2/10, mientras que de parte de la audiencia tuvo una aprobación de 47 %, basada en 5843 votos, con una calificación de 3/5.
Metacritic le dio a la película una puntuación 61 de 100, basada en 50 reseñas, indicando «reseñas generalmente favorables». Las audiencias encuestadas por CinemaScore le han dado a la película una "B+" en una escala de A+ a F, mientras que en el sitio web IMDb los usuarios le han dado una calificación de 6,4/10, sobre la base de 30 493 votos. En la página FilmAffinity la cinta tiene una calificación de 5,3/10, basada en 249 votos.